# Bodiluddelingen 1986
Bodiluddelingen 1986 blev afholdt i 1986 på Palads-biografen i København og markerede den 39. gang at Bodilprisen blev uddelt.

## Vindere
| Bedste mandlige hovedrolle                | Bedste kvindelige hovedrolle                |
| ----------------------------------------- | ------------------------------------------- |
| - ikke uddelt                             | - Stine Bierlich for Ofelia kommer til byen |
| Bedste mandlige birolle                   | Bedste kvindelige birolle                   |
| - Ingolf David for Ofelia kommer til byen | - Catherine Poul Jupont for Manden i månen  |
| Bedste danske film                        | Bedste ikke-europæiske film                 |
| - Manden i månen af Erik Clausen          | - Den røde rose fra Cairo af Woody Allen    |
| Bedste europæiske film                    | Bedste dokumentarfilm                       |
| - Ran af Akira Kurosawa                   | - Den erindrende af Jytte Rex               |

## Øvrige priser

### Æres-Bodil
- Leif Sylvester Petersen (scenograf) for scenografi Manden i månen